# 야마다 아사에몬
야마다 아사에몬(일본어: 山田 浅右衛門)은 일본 에도 시대에 오타메시고요(일본어: 御様御用 또는 御試御用)라는 도검의 다메시기리(試し斬り, 도검의 성능 시험으로 직역하면 '시험 베기'이다)역을 맡고 있던 야마다 집안의 당주가 대대로 계승해온 이름이다. 다만, 역대 당주 가운데는 한문 표기를 「아사에몬」(朝右衛門)으로 자칭한 인물도 있다.
사형 집행인도 겸하였으며, 에도 시대부터 망나니 아사에몬(首切り浅右衛門), 칼잡이 아사에몬(人斬り浅右衛門)이라고도 불리고 있었다.

## 전사(前史)
에도 시대 초기, 다니 모리요시(谷衛好)·다니 모리토모(谷衛友) 부자의 「시도술」(시검술)을 계승한 다메시기리의 명수로서, 다니 모리토모의 제자로 막부의 하타모토였던 나카가와 시게요시(中川重良)라는 인물이 알려져 있다. 다메시기리를 전문직으로 삼은 인물로써는 나카가와의 제자였던 야마노 가고에몬 나가히사(山野加右衛門永久)에서 시작된다고 한다. 나가히사는 간분(寛文) 7년(1667년) 사망하였는데, 생전 6천여 명의 죄인을 다메시기리로 베었으며, 그 공양을 위해 에이큐지(永久寺)를 세웠다.
나가히사의 아들인 간주로 히사히데(勘十郎久英)는 조쿄 2년(1685년)에 십인부지(十人扶持)를 받아 오타메시고요라 불리게 되었고, 다메시기리에 더하여 처형시의 참수 역할도 명받게 되었다. 그러나 히사히데의 아들인 기치자에몬 히사토요(吉左衛門久豊)의 뒤를 잇게 된 동생에게는 기량이 없어서 야마노 집안은 오타메시고요 자리에서 해임되었다.  이보다 앞서 야마노 간주로의 제자, 우가이 주로우에몬(鵜飼十郎右衛門)이라는 막신(幕臣)이 겐로쿠(元禄 6년(1693년)부터 10년(1697년)에 걸쳐서 오타메시고요를 명받았지만 호에이(宝永) 7년(1710년) 에 주로우에몬이 사망한 후, 우가이 집안은 오타메시고요 역할을 이어받지 않았다.
그 후, 야마노류 검술을 배운 네즈 사부로 효에(根津三郎兵衛), 마쓰모토 나가타유(松本長太夫), 구라모치 야스사에몬(倉持安左衛門), 야마다 아사에몬 사다타케(山田浅右衛門貞武, 낭인) 등이 오타메시고요를 맡았다. 야마노 집안의 다른 제자들은 사다타케보다 일찍 사망하였기 때문에 사다타케는 자신의 기술을 전수하고자 겐분(元文) 원년(1736년), 자신의 아들 요시토키(吉時)에게도 오타메시고요 경험을 전수하고 싶다고 막부에 신청하였고, 이는 허용되었다. 이렇게 해서 야마다 집안만이 오타메시고요의 역할을 맡는 체제가 생겨났다.

## 야마다 아사에몬 집안의 사회적 입장
오타메시고요의 역할 자체는 고시모노부교(腰物奉行)의 지배 관할하에 있던 명백한 막부의 임무이자 역할이었지만, 야마다 아사에몬 집안은 하타모토(旗本)도 고케닌(御家人)도 아닌 낭인의 입장이었다. 이것은 (동서양을 막론하고 사회 전반에 존재했던 죽음에 대한 인식인) 부정함을 수반하고 그것을 접하는 역할이었기 때문에 이러한 조치가 취해진 것으로 해석되기 쉽다. 그러나 5대 야마다 아사에몬인 요시무쓰(吉睦)는 고시모노부교 우스이 후지에몬(臼井藤右衛門)에게 들은 이야기로서 다음과 같은 기록을 남기고 있다.
쇼군 도쿠가와 요시무네(徳川吉宗) 앞에서 야마다 아사에몬 요시토키가 다메시기리(시험 베기)를 하고 쇼군 요시무네 공이 그 칼을 손에 잡아 몸소 확인해 본 적이 있었다 한다. 이때, 요시토키가 요시무네 공에게 막신이 될 것을 청했다면, 받아들여졌을 터이다. 그러나 그 기회를 잃었기 때문에, 낭인의 위치 그대로 머무르게 되었다. 이것이 전례가 되어, 낭인인 야마다 아사에몬 집안이 오타메시고요를 맡는 관습이 자리잡게 되어 버렸다.
또, 오타메시고요에는 기술이 필요하였기 때문에, 세습 가계로는 (야마노 집안의 경우처럼) 그 수준에 미흡한 자가 나타날 가능성도 있어, 기술이 있는 자가 있는 동안만의 임시 고용 비슷하게 야마다 아사에몬 집안을 낭인으로 남겨 두었다는 설도 있다. 그밖에 하타모토나 고케닌이라는 막부의 정식 관직에 있게 되면 후술할 역할 외의 부수입을 얻는 것이 곤란해지기 때문에, 요시토키가 굳이 낭인 입장에 머무르기를 원했던 것은 아닌가 하는 설도 있다.
야마다 아사에몬 집안은 많은 제자를 거두어 당주가 역할을 할 수 없을 때에는 제자가 대행했다.  앞에서 서술한 대로 고도의 기술이 요구되었기 때문이기도 하지만, 동시에 죄인의 목을 베는 일을 자식에게 물려주는 것에 대한 혐오가 있었다고도 한다. 역대 야마다 아사에몬 집안에서 친자식에게 계승된 경우는 요시토키와 8대 요시토요 뿐이었다.  다만 야마다 아사에몬의 문하로 제자로 들어간 자들은 다이묘 집안의 가신과 그 자제들도 많았고, 그 중에는 하타모토와 고케닌도 존재했다.

## 야마다 아사에몬 집안의 수입
야마다 아사에몬 집안은 막부의 명으로 처형 등의 임무를 수행하였으나, 중앙의 막부나 특정 다이묘의 번에 소속되지 않은 낭인의 신분이었고 막부로부터 정해진 지행 을 받지 않았다. 그러나 다양한 수입원이 있었고 매우 부유했다. 덴포 14년(1843년)의 쇼군의 닛코 참배 때에는 막부에 300냥을 헌금하기도 했다. 일설에는 그 재산이 3만 석에서 4만 석의 다이묘에 필적할 정도였다고 한다. 고기오타메시고요(公儀御様御用) 때에는 막부로부터 금은을 받기도 했다. 또 막부뿐만 아니라 다이묘 집안 등에서 처형을 집행할 때에도 처형인 역할을 대행해 수입을 얻고 있었다. 이것은 그다지 큰 소득이 아니었다고 전한다.
야마다 아사에몬 집안의 가장 큰 수입원은 '시체'였다. 처형된 죄인의 시체는 야마다 아사에몬 집안에서 가져가는 것이 허락되었다. 이 시체는 주로 도검의 성능을 시험하는 다메시기리(시험 베기)에 쓰였다. 일본에서는 도검의 예리함을 시험하는 데에는 인간으로 시험하는 것이 제일이라는 것이 상식으로 여겨졌다. 센고쿠 시대는 몰라도 평화로운 에도 시대에는, 에도 성시 안에서의 다메시기리(시험 베기)의 수단이 필요한 경우, 야마다 아사에몬 집안에 의뢰하는 것이 유일한 수단이었다. 죄인의 수요는 그러한 다메시기리(시험 베기) 의뢰를 받은 도검의 수요를 크게 따라잡을 수 없었기 때문에 이미 다메시기리(시험 베기)로 베어낸 시체를 몇 번이나 다시 붙여서 재활용하는가 하면, 시체 한 구를 가지고 몇 자루의 칼을 다메시기리(시험 베기)를 하는 경우도 있었다. 아사에몬 집안은 자신들의 다메시기리(시험 베기)뿐 아니라 다른 다메시기리(시험 베기)를 원하는 무사들에게 자신들이 가져온 시체를 매각하기도 했다.
이러한 다메시기리(시험 베기)의 경험을 살려서, 야마다 아사에몬 집안에서는 도검 감정도 행했다. 여러 집안들로부터 도검 감정을 의뢰받고 그 대가로 수수료를 받았는데, 후에는 예금으로 성질이 변화해, 제후· 하타모토 · 도검 애호 취향이 있는 서민 부호들로부터 큰 수입을 얻었다. 야마다 아사에몬 집안을 드나들었던 사카이 가가쿠노카미 가나 다치바나 가와 같은 다이묘 집안으로부터, 매년 세모로서 쌀이나 가쓰오부시를 받아왔다. 또, 이러한 인맥을 이용해 도검 구입을 다루는 일도 있었다. 도검의 위열(位列)도 작성하였으며, 5대 요시무쓰가 자신의 저서 회보검척에서 발표한 칼의 절단 능력을 바탕으로 도공을 평가한 '업물'이라 불리는 지표는 현대에도 유명하다.
게다가 부수입으로서 야마다 아사에몬 집안은 인간의 간이나 뇌, 쓸개, 쓸개즙 등을 재료로 결핵에 효과가 있다는 환약을 제조하고 있었다. 이들은 「야마다 마루」(山田丸), 「아사에몬마루」(浅右衛門丸) 「인담마루」(人胆丸), 「인담」(人胆), 「아사야마마루」(浅山丸)의 이름으로 판매되어 야마다 아사에몬 집안은 막대한 수입을 얻고 있었다. 또, 유곽에서 일하는 유녀들이 자신들의 고객 관리를 위해 필요한 '정절'의 상징으로 시체의 새끼손가락을 매각하는 일도 있었다고 한다.
야마다 아사에몬가는 그 돈을 죽어간 자들의 공양에 아낌없이 썼다. 일본 도쿄 도 이케부쿠로의 쇼운지(祥雲寺)에는 6대 요시마사(吉昌)가 세운 모즈카(髻塚, 毛塚)라고 불리는 위령탑이 남아 있다. 또 죄인의 임종 직전 유언으로 남기는 사세를 알아듣고 이해하기 위해 3대 이후에는 하이쿠를 배우고 또 하이쿠 시인으로써 호를 소지하기도 했다.

## 기타 일화
목을 베는 역할인 도신(同心)이 실제로 참수하면 칼을 가는 비용으로 금 2푼씩 내려졌다. 그 역할을 아사에몬에게 넘겨 주어 목을 치게 하면, 그 금 2분은 도신의 몫이 되었고, 나아가 목 베기 어용을 양도받았다고 해서 아사에몬으로부터도 예금 몫을 받을 수 있는 것이다. 나아가 목 베는 역할을 맡기 위해서 아사에몬 쪽에서 평소 작은 뇌물을 보내기도 했다.
아사에몬 집안에서는, 참형에 처해지는 자가 몇 명이 있다, 라고 들으면 그 인원수만큼 촛불을 밝혀 놓고 집을 나섰는데, 목 하나를 벨 때마다 촛불이 하나씩 사라져서 모든 촛불이 사라졌을 때 '오늘 일 다 끝났다'(御役目が済んだ)고 말했다, 라고 전해진다.
어느 날 야마다 집안에 딱 봐도 악인 같은 인상을 한 남자가 나타나 돈을 빌려 달라고 요구했는데, 야마다 집안에서 이를 거절하자 그 남자는 "그럼 내 간을 사가. 어차피 너에게 목을 베일 테니까 그 선금이야"라고 소름끼치게 웃었다고 한다.

## 메이지 이후
막부가 사라진 뒤, 8대 야마다 아사에몬 요시토요와 그 동생 야마다 요시후사(山田吉亮)는 ‘도쿄부 수옥 괘참역’(東京府囚獄掛斬役)으로 메이지 정부에 출사하여 계속 처형 집행 역할을 맡았다. 또 1869년(메이지 2년) 8월에는 그 수당금이 한 달에 금 5냥으로 신청되기도 했다. 그러나 1869년(메이지 2년) 2 · 3월경 도쿄 부는 다메시기리(시험 베기)를 금지시켰고, 큰 수입원을 잃을 것을 우려한 야마다 아사에몬은, 같은 해 6월에 다메시기리(시험 베기) 유지를 요구하는 탄원서를 제출하기도 하였으나, 1870년(메이지 3년)  4월 15일에 태정관 포고(太政官布告)에 의해 사형수에 대한 다메시기리(시험 베기)와 쓸개 등 내장 적출이 금지되어, 야마다 아사에몬 집안의 큰 수입원이 사라지는 결정적인 계기가 되었다.
1880년(메이지 13년)에는 서구식 형법(구형법)의 제정에 의해 사형은 교수형 방식으로 결정되었다. 이듬해인 1881년(메이지 14년) 7월 27일에 이치가야 형무소(市ヶ谷監獄)에서 강도 목적으로 일가족 4명을 살해한 이와오 다케지로(岩尾竹次郎), 가와구치 구니조(川口国蔵) 이들 2인에 대한 사형 집행이, 일본법제사상 마지막 참수형이 되었다(적어도 당시 법으로는 적법인 상태였다). 동시에 야마다 아사에몬에 의한 마지막 참수형이기도 했다. 1882년(메이지 15년)에는 새로 제정된 서구식 형법이 시행되어 일본에서 참수형은 폐지된다. 요시토요는 1874년(메이지 7년)에 참역 직무에서 물러나게 되었고, 요시후사도 1881년(메이지 14년)에 참역에서 이치가야 감옥의 서기로 옮겨서 이듬해 말에 퇴직한다. 이렇게 「망나니 아사에몬」으로서의 야마다 아사에몬 집안은 그 역할을 마치고 사라졌다. 요시후사는 1911년(메이지 44년)까지 살았으며 요쓰야의 이발소에서 뇌일혈로 급사했다고 한다. 향년 58세였다.
1938년(쇼와 13년), 아사에몬의 연구자들이, 7대 요시토시(吉利)의 손녀의 원조를 받아, 쇼운지에 「아사에몬 비」(浅右衛門之碑)를 건립했다. 비의 뒷면에는 3대 이후 역대 야마다 아사에몬 당주의 계명과 사망 날짜 및 사세구가 새겨져 있다.

## 역대 야마다 아사에몬
야마다 아사에몬 집안은 마쓰다이라 집안이 다이묘로 다스렸던 영지가 있는 미카와 출신으로, 도쿠가와 이에야스의 측실 다아노 쓰보네의 일족이었다고 전해진다. 다아노 쓰보네의 아들인 마쓰다이라 다다테루의 중신으로 야마다 시게타쓰(山田重辰)나 다아노 쓰보네의 조카로 여겨지는 야마다 가쓰시게(山田勝重) 등 야마다 성을 가진 사람이 있는데, 그들은 다아노 쓰보네와의 연으로 발탁되었다고 전해진다. 훗날 마쓰다이라 다다테루가 개역 처분되자 야마다 시게쓰네는 할복하게 되었고 그 자식들은 낭인이 되었다. 초대 사다타케는 시게타케(重武)의 후손이라고 전해진다. 다만, 시게타쓰는 다다테루가 입양된 나가사와 마쓰다이라 집안의 고참 가신이었다고도 전해지고 있어서, 다아노 쓰보네와의 연이라는 이야기에는 착오가 있을 가능성도 있다.
- 초대 야마다 아사에몬 사다타케(山田浅右衛門貞武, 1657년~1716년)
- 2대 야마다 아사에몬 요시토키(山田浅右衛門吉時, ? - 1744년)
- 3대 야마다 아사에몬 요시쓰구(山田浅右衛門吉継, 1705년~1770년)
- 4대 야마다 아사에몬 요시히로(山田浅右衛門吉寛, 1736년~1786년)
- 5대 야마다 아사에몬 요시무쓰(山田浅右衛門吉睦, 1767년 - 1823년) - 문인. 유나가야 번(湯長谷藩)의 번사 미와 겐파치(三輪源八)의 차남으로 어머니는 3대 아사에몬 요시쓰구의 딸 나오(ナヲ)로[4][1] 훗날 아사에몬(朝右衛門)이라고 자칭했다.[1]
- 6대 야마다 아사에몬 요시마사(山田朝右衛門吉昌, 1787년~1852년) - 문인. 미와 겐파치의 양자이다. 막신으로 모미지야마 소제역(紅葉山掃除役) 엔도 지로효에(遠藤次郎兵衛)의 아들이다. 가와지 도시아키라(川路聖謨)와 친교가 있었다.[1]
- 7대 야마다 아사에몬 요시토시(山田朝右衛門吉利, 1813년 - 1884년) - 문인. 니이미 번(新見藩) 번사로 문인의 고토 고자에몬(後藤五左衛門)의 차남이다. 5대 아사에몬의 양자 요시야스(吉寧)의 딸(6대 아사에몬의 양녀)과 결혼. 가쓰코지(勝興寺)의 6대 아사에몬 부부의 합장묘에는 「제7세 야마다 아사에몬 요시토시」(第七世　山田浅右衛門吉年)이라고 되어 있다.[1]
  - 요시다 쇼인, 하시모토 사나이, 요시미키 사부로 등, 안세이 대옥의 희생자들을 처형하였다.[1]
- 8대 야마다 아사에몬 요시토요(山田浅右衛門吉豊, 1839년 - 1882년) - 7대 아사에몬의 아들이다. 메이지 이후 아사오(浅雄)라고도 자칭하였다.[1]

이상이, 쇼운지에 세워진 비석에 남아 있는 역대 아사에몬의 이름이다.
- 9대 야마다 요시후사(山田吉亮, 1854년~1911년) - 8대의 친동생으로 7대의 셋째 아들.
  - 다메시기리(시험 베기) 기술에 뛰어나 구모이 다쓰오(雲井龍雄), 오쿠보 도시미치 암살범 시마다 이치로(島田一郎) 등이나, 다카하시 오덴(高橋お伝)을 처형하는 등, 8대를 대신하는 일을 했다. 때문에, 나가시마 마고이치(永島孫一)는 9대, 후쿠나가 스이켄(福永酔剣)은 윤8대로 하고 있다 [1] . 시노다 고조(篠田鉱造)도 8세로 하고 『메이지 백화』에 본인의 인터뷰 기사를 수록하고 있다.[5]

## 저서
- 山田浅右衛門吉睦『古今鍛冶備考』秋水舎、1900年。
- 山田浅右衛門『刀剣押形』写本。doi:10.11501/2590576。NDLJP:2590576。
- 山田浅右衛門『刀剣押形続篇』写本。doi:10.11501/2553023。NDLJP:2553023。

## 대중 문화

### 영화
『독부(毒婦) 오덴과 목 치는 아사』(毒婦お伝と首切り浅) - 이부키 고로(伊吹吾郎) 분

### TV드라마
- 『일본괴담극장』(日本怪談劇場) - 제8화「괴담 ・ 망나니 아사에몬」(怪談・首切り浅右衛門)에 등장한다. 배역은 구리즈카 아사히(栗塚旭) 분.
- 『망나니 쇼군』(暴れん坊将軍) - 요시무네가 변장하고 세간에 숨어들었을 때의 모습인 도쿠다 신노스케(徳田新之助)의 절친한 벗으로 등장한다. 구리즈카 아사히 분.
- 『필살 사업인 ・ 격돌!』(必殺仕事人・激突!) - 암살자 그룹의 일원으로 등장한다. 다키타 사카에(滝田栄) 분.
- 『아들을 동반한 검객』(子連れ狼) - 제1부 17화(실질적으로는 18화) 『망나니 아사에몬』(首斬り朝右衛門)에 등장한다. 와카바야시 고(若林豪) 분.

### 소설
- 쓰나부치 겐조(綱淵謙錠) 『참』(斬)
- 야마다 후타로(山田風太郎) 『警視庁草紙』（ちくま文庫、河出文庫） - 幕末を経て斬首刑制度がなくなるまで警視庁に勤務する山田浅右衛門が登場。
- 와타나베 슌이치(渡辺淳一) 『項の貌』 - 야마다 아사에몬이 칼날을 손상시키지 않고 죄인의 목을 벨 수 있었던 이유를 의학적인 견지에서 추측하고 있다.
- 도바 료(鳥羽亮) 『鬼を斬る 山田浅右衛門涅槃斬り』（徳間文庫） - 7대 야마다 아사에몬 요시토시를 주인공으로 한다.
- 도바 료 『絆 山田浅右衛門斬日譚』（幻冬舎文庫） - 7대 야마다 아사에몬 요시토시를 주인공으로 한다.
- 大沼弘幸・わたなべぢゅんいち『大江戸乱学事始』（電撃文庫）
- 시바타 렌자부로(柴田錬三郎) 『망나니 아사에몬』(首切り浅右衛門, 고단샤 문고)
- 단 오니로쿠(団鬼六) 『최후의 아사에몬』(最後の浅右衛門, 겐토샤) - 8대 야마다 아사에몬 요시토시의 고제(高弟)인 伊古奈卯兵衛의 시점에서 바라본 이야기이다.
- 나카자토 유지(中里融司) 『人斬り浅右衛門 斬妄剣』（学研M文庫） - 7대 야마다 아사에몬 요시토시를 주인공으로 한다.
- 란죠 리쿠(藍上陸) 『Beurre-Noisette 世界一孤独なボクとキミ』（集英社スーパーダッシュ文庫） - 야마다 아사에몬 일족은 현대에 혈맥과 그 검 「가게나시」(影無)가 전해져 내려오고 있다는 설정으로 그 자손인 「야마다 아사에몬」(山田朝右衛門)이 등장한다.
- 치노 다카시(千野隆司) 『首斬り浅右衛門人情控』（祥伝社文庫） - 7대 야마다 아사에몬 요시토시를 주인공으로 한다.

### 만화
- 고이케 가즈오(小池一夫) 원작 ・ 고지마 고세키(小島剛夕) 그림 『망나니 아사』(首斬り朝) - 3대 야마다 아사에몬이었던 야마다 아사에몬(山田朝右衛門吉継)가 주인공이다. 본작은 영어권에서 Samurai Executioner로 번역되어 소개되었고, 미국에서 크게 인기를 끌었다.
- 고이케 가즈오 원작 ・ 고지마 고세키 그림 『아들을 동반한 검객』
- 가미무라 가즈오(上村一夫) 『봄의 꽃』(春の華) - 단행본 「津軽惨絃歌」에 수록되었다.
- 사무라 히로아키(沙村広明) 『무한의 주인』(無限の住人) - 4대 야마다 아사에몬 요시히로가 등장한다.
- 쓰지 리카코(津寺里可子)『SUN - 야마다 아사에몬』 - 4대 야마다 아사에몬 요시히로를 주인공으로 한다. 전4권.
- 다카세 리에(高瀬理恵) 『참수 문인장』(首斬り門人帳) - 6대 야마다 아사에몬 요시마사가 등장한다.
- 산드로비치 야바코(サンドロビッチ・ヤバ子) 원작 ・다로메온 그림 『켄간 아슈라』(ケンガンアシュラ) - 번외편에서 2대 야마다 아사에몬 요시토키가 등장한다.
- 시오자키 유지(塩崎雄二)『진(真) ・ 일기당천』
- 카쿠 유지(賀来ゆうじ) 『지옥락』(地獄楽) - 야마다 아사에몬(山田浅ェ門)으로써 가공의 인물들이 다수 등장한다.
- 소라치 히데아키(空知英秋) 『은혼』(銀魂) - 야마다 아사에몬을 모티브로 한 이케다 아사에몬(池田朝右衛門) ・ 야에몬(夜右衛門)이 등장한다. * 徳弘正也『もっこり半兵衛』第14話
- 야마시타 분고(山下文吾) 『에그데드』(エドデッド) - 에도 성 아래가 좀비 투성이가 되고, 주인공 야마다 아사에몬이 활약한다.

### 참조주
1. 1 2 3 4 5 6 7 8 9 10 11 12 13 14 15 16 17 18 19  氏家 2016.
2. 1 2  櫻井悟史 (2009년 3월 31일). “斬首を伴う「死刑執行人」の配置に関する考察　－公事方御定書から旧刑法にいたるまで”. 《Core Ethics : コア・エシックス》 (일본어) (立命館大学大学院先端総合学術研究科) 5: 171-180. doi:10.34382/00005419. ISSN 1880-0467. 110007077223에 확인함. 필요 이상의 변수가 사용됨: |확인날짜= 및 |access-date= (도움말);
3. ↑  手塚豊 (1960년 4월), 《刑罰と国家権力 国家的刑罰権と非国家的刑罰権――明治前期の場合に関する一未定稿》, 法制史学会, 182–185쪽, doi:10.11501/2527269
4. ↑  氏家 2016, 246–250쪽.
5. ↑  『明治百話』篠田鉱造 著、角川学芸出版、2010年3月 ISBN 978-4-04-622093-6 p27-36

### 내용주
1. ↑  우쓰노미야 번 번주인 도다 다다자네의 가신이다.
2. ↑  요시토키를 '초대'로 보지 않을 경우에는 요시토요가 유일한 사례가 된다.
3. ↑  센고쿠 시대에 일본을 방문했던 예수회 선교사 루이스 프로이스는 「유럽에서는 도검의 성능 시험을 위해 동물을 쓰지만, 일본인들은 그런 방법을 신용하지 않고 꼭 사람의 시체를 쓴다」라고 기록하고 있다.
4. ↑  당시 일본에서는 유녀들이 「손님에 대한 변치 않는 마음」의 증명으로 자신의 새끼손가락을 잘라 주는 풍습이 있었다.
5. ↑  다만 사실인지 아닌지는 확실하지 않지만 서구식 형법이 시행된 뒤인 1886년(메이지 19년) 12월에 「아오모리 요정 주인 살인 사건」(青森の亭主殺し事件)의 가해자인 오야마우치 스미(小山内スミ)와 오노 나가노스케(小野長之助)의 공개 참수형이 아오모리현(青森県) 히로사키 시(弘前市)의 아오모리 감옥(青森監獄) 앞에서 집행된 기록이 있다. 이때 두 사람의 참수형에 가네히라 순사(兼平巡査)가 참수형 집행인으로 사형 집행자 부첨역(付添役)으로 모리하시(森矯, 도오기주쿠東奥義塾 교사)가 각각 임무를 수행하였다고 전해진다. 그러나 이것이 사실일 경우 이 사형 집행은 사실상의 마지막 참수형인 동시에 관헌에 의한 일본 국내에 있어서의 일반형법범에 대한 마지막 비합법(당시 일본의 형법은 비공개 교수형밖에 없었다) 사형 진행이자 공개처형이었다고밖에 할 수 없게 된다.[3]

## 참고 문헌
- 氏家, 幹人 (2016년 2월 10일). 《増補　大江戸死体考　人斬り浅右衛門の時代》. 平凡社. ISBN 978-4-582-76837-4. 다음 글자 무시됨: ‘和書’ (도움말);
- 氏家, 幹人 (2016년 2월 10일). 《増補　大江戸死体考　人斬り浅右衛門の時代》. 平凡社. ISBN 978-4-582-76837-4. 다음 글자 무시됨: ‘和書’ (도움말);

### 관련 서적
- 「에도의 마치부교」, 요코쿠라 다쓰지 저, 유우잔카쿠 출판, ISBN 4-639-01805-3
- 「인물 탐방 일본의 역사 10 (인협의 군상)」, 효교교육출판, 전국서지번호 : 84015837

## 같이 보기
- 쇼운지 (도요시마구)
- 가쓰고지 (신주쿠구)
- 도검의 작품 일람 - 회보검척
- 무슈 드 파리 - 프랑스에서 사형 집행인을 나타내는 칭호, 상송 가가 유명하다.